# 摯愛無盡
《摯愛無盡》（英語：A Single Man）是一部2009年首映的美國劇情片，由著名時裝設計師湯姆·福特導演，為他第一次執導的作品，主角由哥連·費夫扮演，而其餘主要演員則有茱莉安·摩爾、尼可拉斯·霍特及馬修·古德。
此片內容改編自英國作家克里斯多福·伊舍伍的同名小說，以1960年代初的美國南加州為背景，描述主角在同性伴侶因車禍死去幾個月後，下定決心自殺那天發生的事。

## 劇情
1962年11月30日，古巴飛彈危機後的一個月，喬治（柯林·佛斯飾演）是一名住在洛杉磯的中年大學教授，今天早上，乔治像往常一样早早起床，做好准备。通过主人公的记忆，描述了他听到伴侣去世的消息时的震惊和沮丧。是他的叔叔乔治告诉了他关于这件事的一切。在电话中，喬治得知吉米的父母不想告诉他死讯，甚至不允许他参加他的葬礼，因为“只有亲密的家人”会参加。
后来，在他所听到的影响下，喬治把手枪放在公文包里，感谢他的管家所做的一切，然后开始工作。他为自杀做准备。在他的演讲中，他避免了书评中的真正问题，并开始谈论由于恐惧而对少数族裔的歧视。他的一个学生肯尼下课后跟着他，说他想和他谈谈课堂讲座。在此之前，肯尼对他教授的地址很好奇。
由于计划自杀，喬治离开了他的办公室，最后看了一下他的工作场所。喬治在停车场再次遇到肯尼，肯尼表示对他的教授感兴趣，并邀请她和他一起去咖啡店喝咖啡。 喬治不接受此邀请。相反，他去银行，从储物柜里拿走了所有的文件、钱，甚至是他母亲的订婚戒指。此外，她的前伴侣赤身裸体躺在海滩上的照片也被视为必备物品。这是另一个黑白闪回，每个人都看到喬治和他的朋友在海滩上闲逛很开心。观众知道几年前喬治和他最好的朋友查理（夏洛特饰）有过多次性关系；吉米当时只和其他男人有过关系。
为了说服自己他已经准备好自杀，喬治在银行大厅遇到了乔治和隔壁的女孩。那个女孩开始告诉他她家里的蝎子，以及她曾经和她哥哥一起喂它的事。女孩说“老实哥”总有一天会被扔出去是必然的，说明这句话其实和猎鹰有关。不久，女孩的母亲来请乔治吃饭。
回到家后，他想对自己开枪。然而，他根本不想污染环境，所以他检查了不同版本的如何握住这把武器。查理突然打来的电话阻止了他的自杀。乔治同意在他家见查理。他们在家里吃饭、跳舞、抽烟和喝杜松子酒。喝醉后，他们彼此分享他们的痛苦。查理说，现在她唯一的女儿长大了，她作为离婚家庭主妇的角色完全没有希望了。她喜欢乔治，并说她的搭档吉米是“极具破坏性的替代品”。他说他所有的言论都是基于他多年来一直遭受的嫉妒。
傍晚时分，乔治在酒吧再次见到學生肯尼。在会议期间，乔治重温了他早先的记忆。
肯尼和喬治谈论衰老和死亡、生命的意义以及这一切的后果。他们得出的一般结论是，生活在“生命的时刻”是最必要的。两个新朋友决定在海里裸泳，法尔科纳谈到了他头部受到的打击。后来，肯尼去了喬治的家，在那里他看到了一张他朋友死去的男朋友吉米的裸照。 肯尼和喬治喝醉了，决定睡在一起。但喬治稍后醒来，发现肯尼睡在沙发上。在那张沙发上，他发现了自己的手枪，起初他对此感到惊讶。 喬治意识到这个男孩故意把枪藏起来，这样他就无法自杀。这是一个正义的行为，自从他的伴侣去世以来，他第一次恢复了勇气和满足感。想睡觉的时候，突然觉得胸口一阵剧痛，倒在了地上。他死于心脏病发作。

## 演員
- 柯林·佛斯 飾 喬治（George Carlyle Falconer）
- 茱莉安·摩爾 飾 夏綠蒂（夏莉）（Charlotte，暱稱Charley）
- 尼古拉斯·侯特 飾 堅尼（Kenny Potter）
- 馬修·古德 飾 占（Jim）
- 喬恩·科塔嘉雷納 飾 Carlos
- Paulette Lamori 飾 Alva
- Ryan Simpkins 飾 Jennifer Strunk
- 吉妮佛·古德溫（Ginnifer Goodwin） 飾 Mrs. Strunk
- 泰迪·西爾斯 飾 Mr. Strunk
- Paul Butler 飾 Christopher Strunk
- Aaron Sanders 飾 Tom Strunk
- 姬莉·蓮·畢特（英语：Keri Lynn Pratt） 飾 金髮秘書（Blonde Secretary）
- Jenna Gavigan 飾 第一名其他秘書（Other Secretary No. 1）
- Alicia Carr 飾 第二名其他秘書（Other Secretary No. 2）
- 李·培斯 飾 Grant Lefanu
- Aline Weber 飾 Lois
- Adam Shapiro 飾 Myron
- Marlene Martinez 飾 Maria
- 鍾·漢 飾 Harold Ackerley（配音，未掛名）

## 製作及發行
湯姆·福特收到David Scearce的劇本後，一直很想將它拍成電影，但卻找不到製片商作投資，最後決定自掏荷包開拍此片。雖然如此，福特仍然請來《廣告狂人》的幕後人員為電影設計佈景。福特雖然只花了21天來拍攝此片，但剪輯過程卻長達六個月。
此片在第66屆威尼斯電影節首映後，參展多個電影節，最後在多倫多國際電影節獲The Weinstein Company買下電影在美國及德國的發行權。電影於2009年尾限規模上映，全美發表則在2010年初。

## 反應

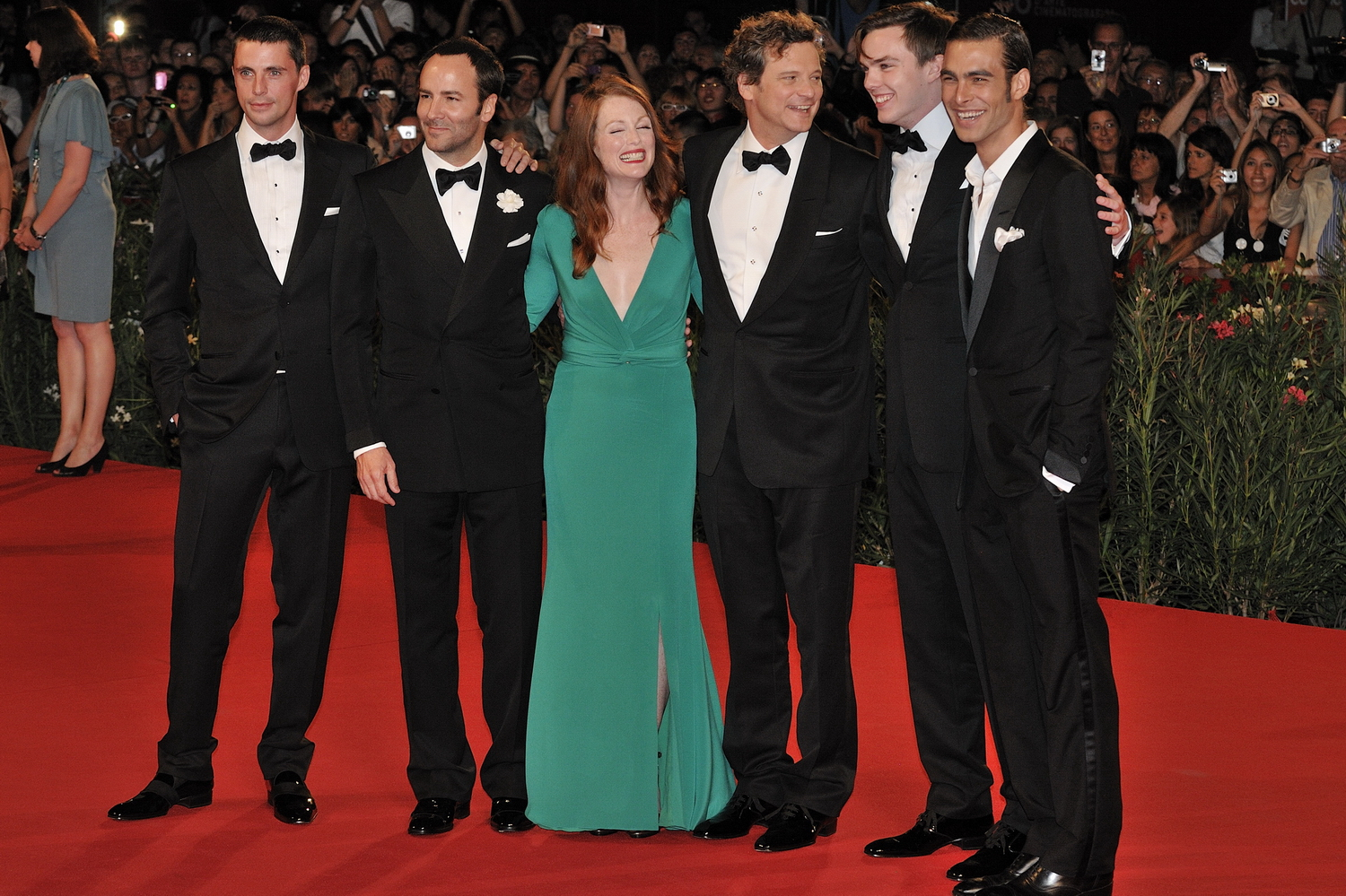
馬修·古德、湯姆·福特、茱莉安·摩爾、哥連·費夫、尼古拉斯·侯特及Jon Kortajarena於第66屆威尼斯電影節紅地氈上

影評人對此片的評價多是正面，大部份更對哥連·費夫的表現贊賞有加。在電影網站爛番茄上的159個影評當中，86個百分點的影評都將此片評為「新鮮」。

### 提名及獲獎
此片在2009年第66屆威尼斯電影節中入圍金獅獎，而哥連·費夫亦憑此片入圍一系列的最佳男主角獎，包括美國演員工會獎最佳男主角、金球獎最佳劇情片男主角及奧斯卡最佳男主角獎，更贏得於威尼斯電影節的Coppa Volpi及BAFTA最佳男主角。
另外的金球獎提名包括最佳電影女配角（茱莉安·摩爾）及最佳配樂（Abel Korzeniowski）。
2010年1月14日，此片獲提名第21屆GLAAD媒體獎最佳全美上映影片（Outstanding Film - Wide Release）。

## 參註
1. ↑  .   [2010-04-26]. （原始内容存档于2010-01-28）.
2. ↑  . Box Office Mojo.   [March 1, 2010]. （原始内容存档于2010-06-08）.
3. ↑  Holson, Laura M. . The New York Times. December 2, 2009  [December 3, 2009]. （原始内容存档于2009-12-03）. 参数|newspaper=与模板{{cite web}}不匹配（建议改用{{cite news}}或|website=） (帮助)
4. ↑  Malkin, Marc. . E! Online. September 24, 2008  [December 2, 2009]. （原始内容存档于2009-12-15）.
5. ↑  吳大秀. . 文匯報. 2010-02-09  [2010-04-27]. （原始内容存档于2010-03-22）.
6. ↑  Fleming, Michael; Swart, Sharon. . Variety. September 14, 2009  [December 3, 2009]. （原始内容存档于2009-09-23）.
7. ↑  . Rotten Tomatoes.   [December 8, 2009]. （原始内容存档于2009年12月17日）.
8. 1 2  . labiennale.org.   [September 12, 2009]. （原始内容存档于2009年10月6日）.
9. ↑  . bafta.org.   [February 21, 2010]. （原始内容存档于2010年2月28日）.
10. ↑  . glaad.org.   [January 14, 2010]. （原始内容存档于2010-01-30）.

## 外部連結
- 官方网站
- 電影預告片 （页面存档备份，存于），在Apple.com（需QuickTime軟件）
- 互联网电影数据库（IMDb）上《摯愛無盡》的资料（英文）